# Stefania Ulassowa
Stefania Ulassowa z domu Bergel (ur. 20 marca 1897 w Łodzi, zm. 20 lutego 1976 tamże) – polska nauczycielka, pedagog specjalny, prekursorka nauczania głuchych w Łodzi, kierowniczka i dyrektorka szkół dla dzieci i młodzieży głuchej, działaczka na rzecz osób niesłyszących. 

## Życiorys
Przed I wojną światową ukończyła w Łodzi gimnazjum i kurs buchalteryjny. Początkowo pracowała jako nauczycielka języka polskiego w żydowskiej szkole dla dzieci głuchych, w której zatrudnionych było dwóch nauczycieli. W 1915 rozpoczęła pracę w utworzonej wówczas przez Stowarzyszenie Głuchoniemych „Wzajemność” chrześcijańskiej szkole dla głuchych, kierowanej przez ks. Kajetana Nasierowskiego (1889-1937). Oprócz S. Ulassowej, w szkole zatrudnieni byli: Stanisław Lipiński (niesłyszący absolwent Instytutu Głuchoniemych i Ociemniałych w Warszawie, jako nauczyciel rachunków) i Maria Zimowska (nauczycielka gimnazjalna, siostra Aleksego Zimowskiego, właściciela i dyrektora gimnazjum w Łodzi; w szkole dla głuchych uczyła pisania).
S. Ullasowa uczyła głuchych wymowy: Godzinami stałam w domu przed lustrem i sama na sobie uczyłam się jak powinien wyglądać układ ust i narządów artykulacyjnych przy wymawianiu poszczególnych głosek, aby nabytą w ten sposób umiejętność przekazać następnie dzieciom - wspominała w wywiadzie prasowym w 1967 dla „Świata Głuchych”.
W 1917 odbyła sześciotygodniową praktykę w Instytucie Głuchoniemych i Ociemniałych w Warszawie. 
W 1931 w związku z chorobą gardła przeszła na rentę chorobową, ale nadal pracowała w szkole wieczorowej dla głuchych i w zarządzie Towarzystwa Opieki nad Chrześcijańską Młodzieżą Głuchoniemą w Łodzi, w latach 30. XX w. wchodziła w skład Zarządu Towarzystwa Opieki nad Chrześcijańską Młodzieżą Głuchoniemą, działającego w Łodzi. Z ruchem stowarzyszeniowym głuchych związana była także po II wojnie, działała w Polskim Związku Głuchych (PZG), pracowała w Poradnią PZG, zwłaszcza w zakresie przygotowania dzieci przedszkolnych do nauki w szkole dla głuchych.
W czasie okupacji hitlerowskiej, po likwidacji szkoły przez Niemców zajmowała się (wraz z nauczycielkami Marią Zimowską i Marią Rydzową) głuchymi wychowankami wobec zagrożenia ich życia.
W 1945 wróciła do pracy nauczycielskiej, w szkole prowadzono naukę zawodu (krawiectwo, szewstwo, stolarstwo), utworzono wieczorową szkołę podstawową dla pracujących oraz internat. W 1950 szkołę przekształcono w Państwowy Zakład dla Dzieci Głuchych w Łodzi Nr 1, w 1951 Ulassowa została kierownikiem wydzielonej szkoły wieczorowej z warsztatami, noszącej nazwę Szkoły Zawodowej Nr 3. W 1960 objęła stanowisko dyrektora Państwowego Zakładu Wychowawczego Nr 2 dla Młodzieży Głuchej w Łodzi, kierując równocześnie Szkołą Zawodową Nr 3.
W 1963 przeszła na emeryturę, choć do 1965 pracowała nadal w niepełnym wymiarze etatu oraz w Poradni prowadzonej przez Polski Związek Głuchych.
W oparciu m.in. o notatki i wspomnienia Stefanii Ulassowej powstała „Monografia Zakładu dla Dzieci Głuchych w Łodzi” autorstwa Jerzego Wasiaka. 
Otrzymała odznaczenia: Krzyż Kawalerski Orderu Odrodzenia Polski (1961), Medal 10-lecia Polski Ludowej, Złota Odznaka Honorowa Polskiego Związku Głuchych. 
W dniu 5 lutego 1918 zawarła związek małżeński z Bolesławem Ulassem (ur. w 1893 w Łodzi, zm. 5 maja 1952 w Łodzi) - muzykiem, dyrygentem chóru katedralnego w Łodzi, Chóru Mariańskiego, chóru Towarzystwa Stowarzyszenia Śpiewaczego „Hieronimus” przy łódzkiej katedrze oraz innych chórów, m.in. chóru pracowników Kolei Elektrycznej Łódzkiej (tramwajarzy miejskich); Stowarzyszenia Śpiewaczego im. Stanisława Moniuszki w Łodzi (także konspiracyjnie w czasie okupacji hitlerowskiej), nauczycielem muzyki m.in. w Seminarium Duchownym w Łodzi (do 1947).
Mieli trzech synów: Jerzego, Janusza i Zbigniewa.
Jej siostra - Irena Braksator, także była nauczycielką zawodu w szkole dla głuchych w Łodzi.
Została pochowana na Starym Cmentarzu w Łodzi, przy ul. Ogrodowej. Na pogrzebie w imieniu Sekcji Szkolnictwa Specjalnego Związku Nauczycielstwa Polskiego w Łodzi pożegnał ją Jerzy Wasiak, wieloletni współpracownik i dyrektor szkoły dla głuchych w Łodzi.
Redakcja Polskiego słownika biograficznego planuje opracowanie i zamieszczenia jej biogramu w słowniku.